# حريق موسكو (1812)
لكوارث مشابهة، انظر حريق موسكو

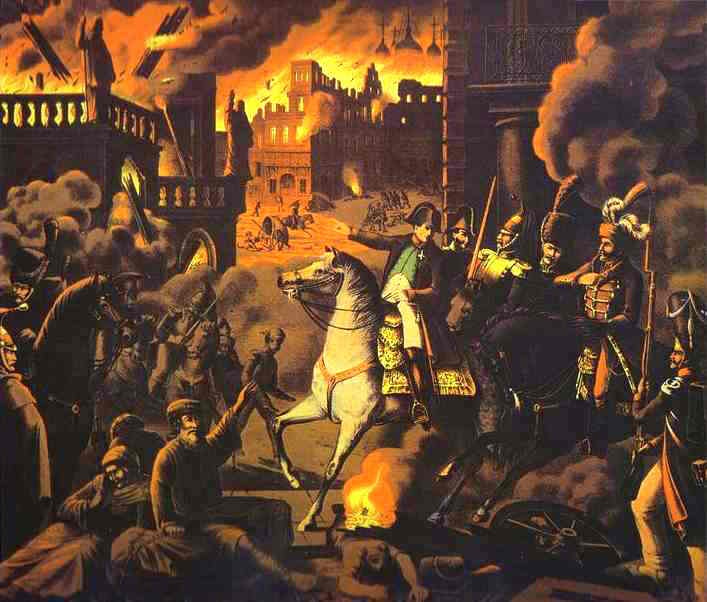
حريق موسكو بريشة فنان ألماني غير معروف.

حريق موسكو 1812 (بالروسية: Московский пожар، بالفرنسية: Prise de Moscou)، وقع حريق موسكو الشهير بتاريخ 14 سبتمبر سنة 1812م، وذلك في العاصمة الإمبراطورية الروسية موسكو، وهي نفس اليوم الذي استسلمت فيه القوات الروسية بجانب المدنيين في المدينة بعد تقدم القوات الفرنسية بقيادة ناپليون ودخولها المدينة في أعقاب معركة بورودينو. وقد ظل الحريق مشتعلاً حتى 18 سبتمبر، مدمراً حوالي ثلاثة أرباع موسكو.

## الأسباب

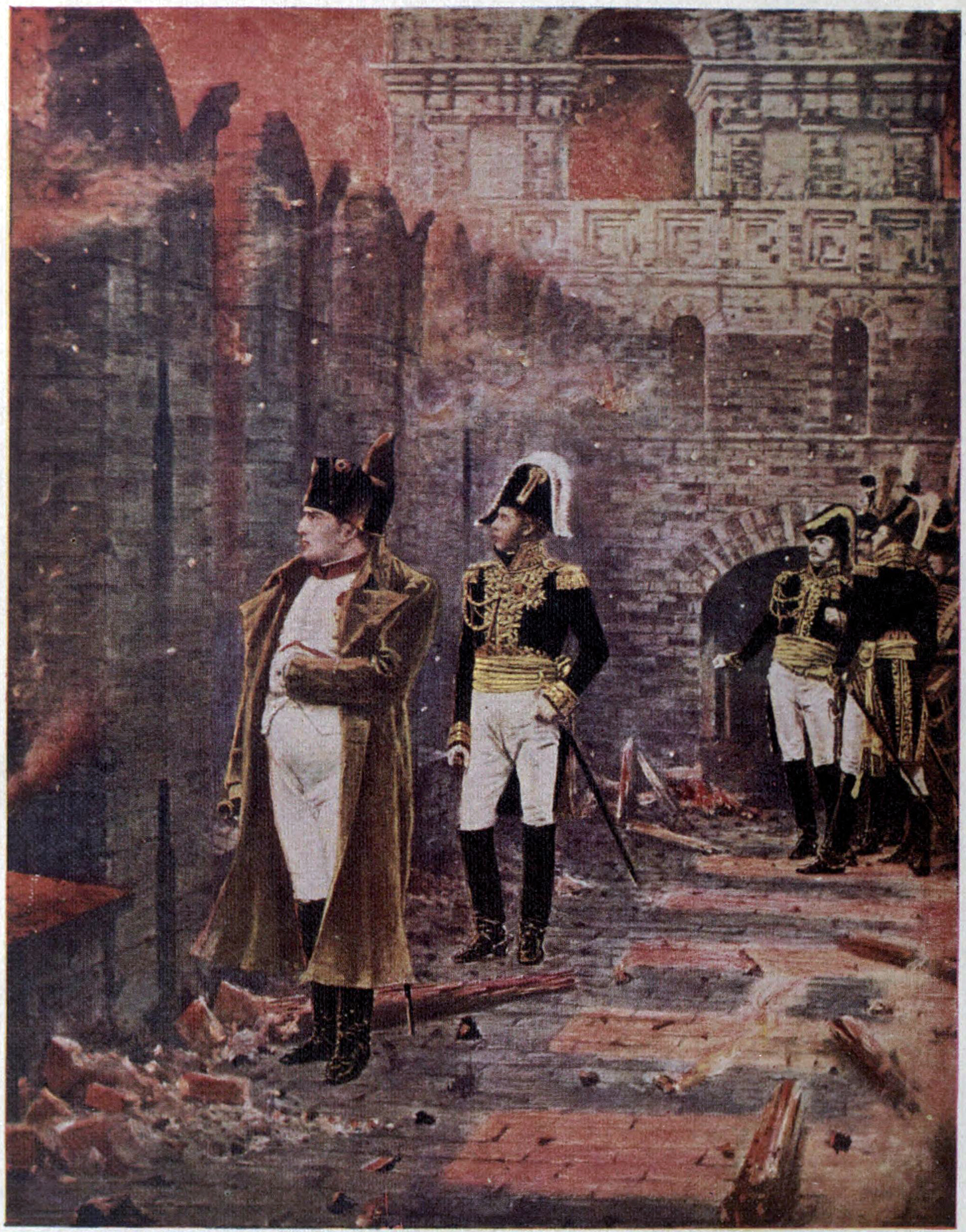
ناپليون يراقب حريق موسكو.

أعجب نابليون بجمال المدينة المهجورة إذ أخبر لاكاس Las Cases: إنها من كل الزوايا يمكن مقارنتها بأي عاصمة أوروبية بل إنها تفوق في جمالها معظم هذه العواصم. إنها أضخم مدن روسيا. إنها المدينة المقدسة أو العاصمة الروحية للروس، وبها 340 كنيسة تزين السماء بقبابها الكبيرة. وقد نجت معظم هذه الكنائس من الحريق لأنها كانت مشيّدة بالحجارة، أما المساكن فكان معظمها من الخشب. لقد دمرت النيران 11.000 منزل كان بعضها (6.000 منزل) من مواد مقاومة للنيران.

## خط زمني للأحداث

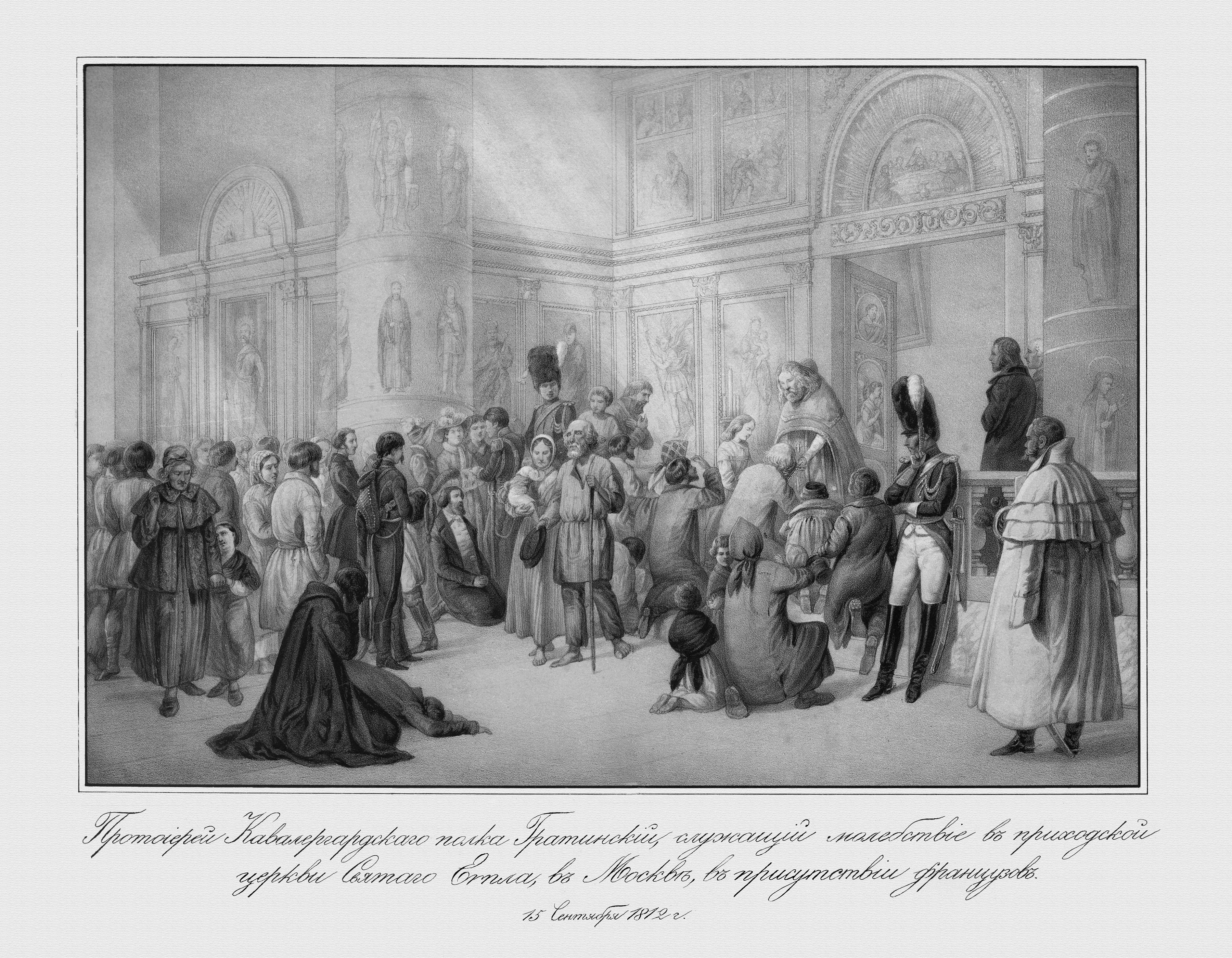
طقس ديني في كنيسة سانت إڤپلا في موسكو بحضور جنود فرنسيون، 15 سبتمبر 1812 (27 سبتمبر بالتقويم الگريگوري).

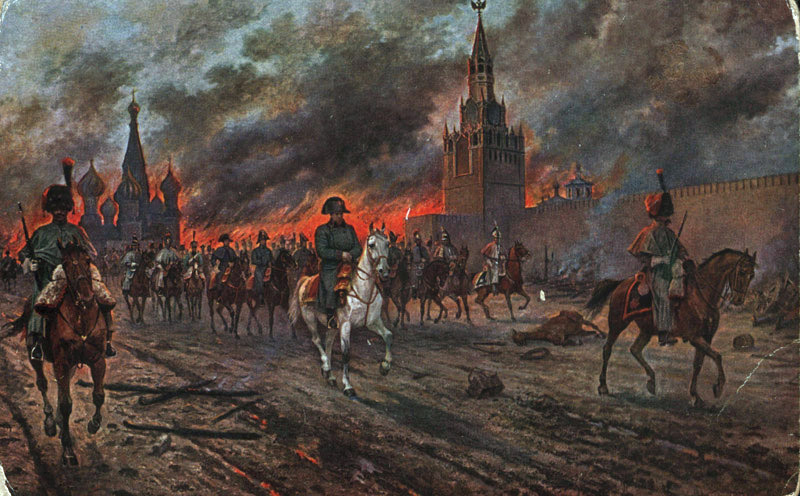
نابليون يتراجع من موسكو المحترقة.

وقد شاهد الفرنسيون الداخلون للمدينة بعض هذه النيران فهرعوا لإطفائها، لكن نيراناً أخرى سرعان ما كانت تشتعل، وانتشرت النيران بسرعة حتى أحالت ليل 15 سبتمبر إلى نهار ونبهت النيران خدم نابليون الذين كانوا يحرسونه في أثناء نومه، فأيقظوه، فأمر فرقة الإطفاء في جيشه بالعمل على إخمادها ثم عاد إلى سريره، وفي صباح 16 سبتمبر طلب يوجين مورا من نابليون مغادرة المدينة مخافة أن تُشعل إحدى شرارات الحريق مخازن البارود التي أقامها الجيش في الكرملين فقاوم طلبهم كثيرا، لكنه رضخ أخيراً وركب معهم خارجاً من المدينة تتبعه عربات محملة بالسجلات والمواد. وخمدت النيران في 18 سبتمبر بعد أن دمرت ثلثي موسكو، فعاد نابليون إلى الكرملين.

## مدى الكارثة

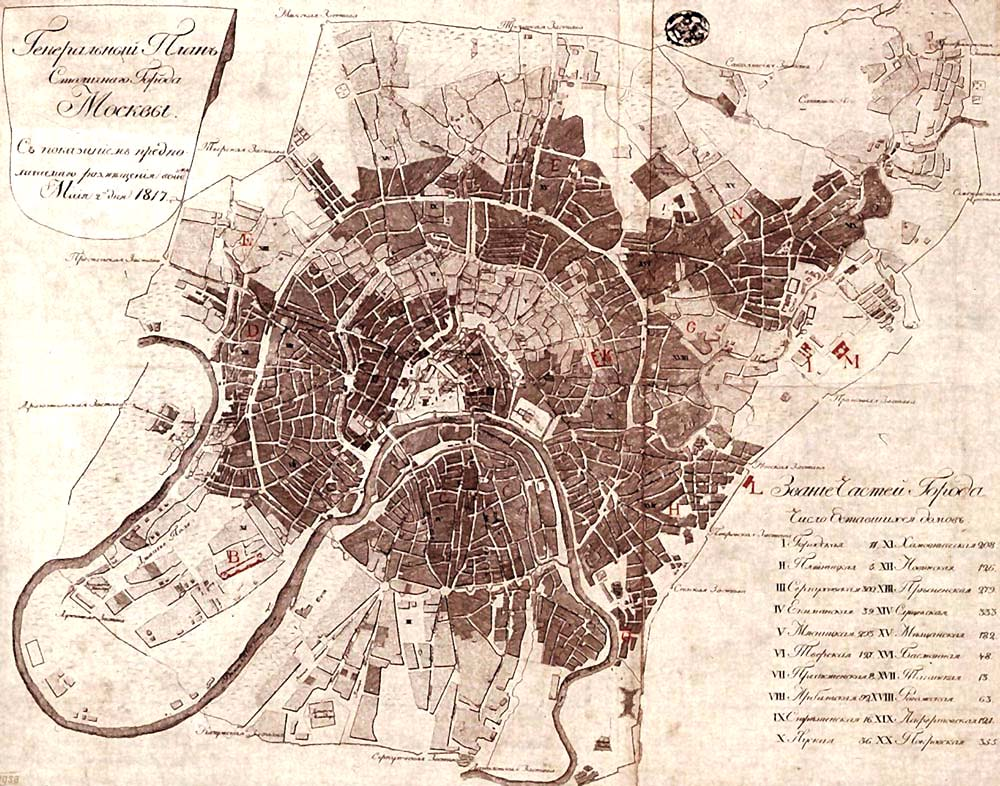
خريطة لعام 1817، المناطق المدمرة تم تظليلها.

إيڤان كاتايڤ لخص الخسائر بأن 3/4 جميع الممتلكات في المدينة:
- 6,496 من 9,151 منزل خاص ( هذا الإجمالي يشمل 6.584 مبنى خشبي و2.567 مبنى من الطوب)
- 8,251 محل بيع بالتجزئة ومستودع (شملت معظم أعمال كيتاي-گورود وزاموسكڤورتشيه)
- 122 من 329 كنيسة (بحساب الخسائر فقط)

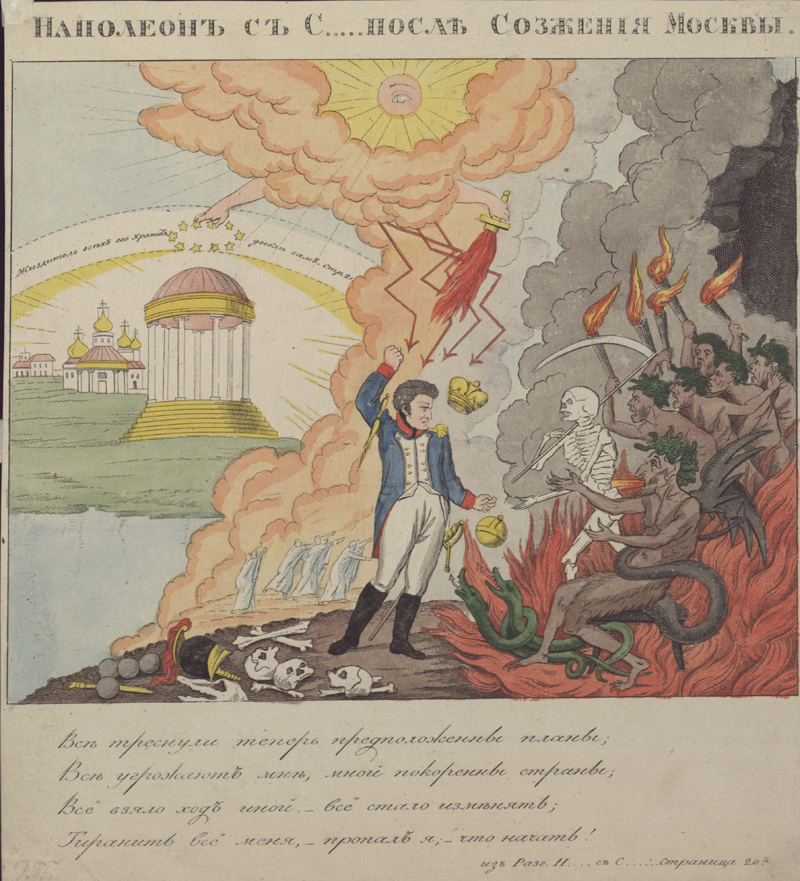
كاريكاتير من القرن 19 (لوبوك) لقاء ناپوليون مع الشيطان بعد حريق موسكو، إيڤان ألكسيڤيتش إيڤانوڤ.

من كان مسؤولاً عن هذا الحريق؟ لقد كانت سلطات المدينة قبل مغادرتها قد أطلقت سراح المسجونين وقد يكون هؤلاء هم الذين أشعلوا النيران في المدينة في أثناء نهبهم لها، وربما كان بعض الفرنسيين غير مبالين في أثناء السلب والنهب مثلهم مثل السجناء المطلق سراحهم والآنف ذكرهم، فتسببوا هم أيضاً في إحداث حرائق. ووصلت تقارير كثيرة لنابليون في 16 سبتمبر تُفيد أن حملة مشاعل كانوا منتشرين في موسكو وكانوا يُشعلون النار عمداً، فأمر بأن من يُقبض عليه من هؤلاء المحرقين عمداً لابد من إطلاق النار عليه أو شنقه، وتم تنفيذ هذه الأوامر بالفعل. وتم القبض على أحد هؤلاء المحرقين - وكان رجلاً من الشرطة الحربية الروسية - وهو يشعل النيران في برج الكرملين فدافع عن نفسه بأنه كان ينفّذ الأوامر، فتم تحويله لمقابلة نابليون، وتم بعد ذلك قتله في الساحة(. ودافع عدد من الروس المقبوض عليهم بتهمة الإحراق عن أنفسهم بأنهم تلقوا أوامر بذلك من حاكم موسكو الذي غادرها، الكونت روستوبشين. وفي 20 سبتمبر كتب نابليون لإسكندر:
| حريق موسكو (1812) | لم يعد لمدينة موسكو الفخورة الجميلة وجود. لقد تسبب روستوبشين في إحراقها. لقد تم القبض على أربعمائة من المحرقين عمداً وقد أقروا جميعاً بأنهم تلقوا أوامر بذلك من الحاكم مدير الشرطة. وقد تم إطلاق النيران عليهم. لقد دُمرت ثلاثة أرباع المنازل. إنه عمل لا جدوى منه كما أنه عمل آثم شرير. هل المقصود حرماننا من المؤن؟ إنها في مخازن لم تطلها النيران. يا له من هدف تافه، أَنُدمِّر من أجل هذا جهود قرون خلت وإحدى أجمل المدن في العالم! لا يمكنني أن أصدّق هذا. أهذا يتفق مع مبادئكم ومشاعركم وأفكاركم عمّا هو حق؟! أهذا الاسفاف جدير بحاكم عادل وأمة عظيمة؟. لقد قمتُ بشن الحرب على عظمتكم دون أية مشاعر عدائية. لقد كان خطاب واحد منكم قبل هذه المعركة الأخيرة أو بعدها كفيل بإيقاف أي تقدّم للجيش الفرنسي، بل لقد كنت قد تخلّيتُ راغباً عن احتلال موسكو، لو كنتم عظمتكم مازلتم تحتفظون لي ببعض المشاعر التي كنتم تكنونها لي سابقاً، لفسّرتم هذا الخطاب تفسيراً حسنا. وعلى أية حال فإنه لا يمكنكم إلا الموافقة على أن ما ذكرته عن حَرْق موسكو صحيح. | حريق موسكو (1812) |

ولم يجبه إسكندر، لكنه أجاب الضابط الروسي المكلّف بإبلاغه خبر حرق موسكو إذ سأله عمّا إذا كان هذا الحدث (حرق موسكو) قد أثَّر في معنويات جيش كوتوزوف فكانت إجابة الضابط هو أن أخشى ما يخشونه أن يعقد القيصر اتفاق سلام مع نابليون. وقيل إن إسكندر أجابه قائلا: قل لرجالي الشجعان أنه عندما لا يبقى لدي إلاّ جندي واحد فسأضع نفسي على رأس نبلائي وفلاحي لأقاتله. وإذا قدّر القدر أن ينتهي حُكم أسرتي فسأترك لحيتي تنمو حتى صدري وسأتجه إلى سيبريا لآكل البطاطس، فهذا أفضل من إلحاق العار بوطني ورعاياي الطيبين.
ورحب الشعب الروسي بقراره لأن الاستيلاء على موسكو، وحرقها قد صدمهم ولمس أعمق أعماق مشاعرهم الدينية. لقد كانوا يوقِّرون موسكو كحصن لعقيدتهم الدينية، وكانوا ينظرون إلى نابليون كملحد عديم الضمير، واعتقدوا أن همجيّته الوافدة هي التي أحرقت المدينة المقدّسة. لقد اعتبروا إسكندر مذنباً لأنه قبل في وقت من الأوقات صداقة مثل هذا الرجل (نابليون)، وفي بعض الأوقات كانوا يخشون أن يستولي هذا الشيطان الحي على سان بطرسبرج أيضاً ليذبح ملايين من الروس. وكان بعض النبلاء يفضلون إبرام تسوية مع نابليون لإخراجه من روسيا مخافة أن يثير الأقنان (عبيد الأرض) ويحرّرهم في أي وقت، لكن معظم المحيطين بإسكندر كانوا يحثّونه على المقاومة. وكان الأجانب المحيطون: شتاين، أرندت، مدام دي ستيل والعديد من المهاجرين الفرنسيين الذين تركوا فرنسا إثر أحداث الثورة الفرنسية - كانوا يرّددون معه أنه مع تطور المعركة سيجد نفسه (أي إسكندر) ليس قائداً لبلاده فقط وإنما أيضاً زعيما لأوربا والمسيحية والحضارة. ورفض إسكندر الإجابة عن ثلاث رسائل أرسلها له نابليون من موسكو عارضاً عليه السلام. ولما وجدت الأرستقراطية الروسية أن الأسابيع تمضي أسبوعا بعد أسبوع دون أن يحرك نابليون ساكنا ودون مزيد من العمليات، بدأوا يفهمون حكمة كوتوزف في عدم التحرك، ووطّنوا أنفسهم على حرب طويلة، ومرّةً أخرى راحت قصور العاصمة تتألق بالكونتيسات اللائي تزيّن ملابسهن المجوهرات، وبالضباط بحللهم الرسمية الفخورة يتحركون بثقة راقصين على أنغام الموسيقا التي لم تشعر أبداً بالثورة.
وبعد أن خمدت النيران في موسكو أمر نابليون رجاله بالعناية بالجرحى أو المعدمين (الذين لا يجدون قوتاً) بصرف النظر عن أعراقهم، واتخذ الترتيبات لخزن المؤن التي تركها المواطنون الروس أو استهلاكها على وفق نظام خاص. وكان نابليون يجيب عن الرسائل والاستفسارات التي يحضرها حاملو الرسائل من بلاد رعاياه، وقد راح يفخر في وقت لاحق بأنه طوال إقامته في موسكو لم يقع واحد من حاملي الرسائل - وكانوا يصلون إليه يومياً - في أيدي الأعداء طوال مراحل الطريق. وأعاد نابليون تنظيم جيشه كما أعاد تجهيزه باللازم، وحاول أن يجعل جنوده في حالة قتالية جيدة بالمداومة على التدريبات. لكن جنود الجيش الفرنسي ملّوا هذه العروض. لقد كانت الحفلات الموسيقية والمسرحيات يقدمها الموسيقيون الفرنسيون الذين كانوا مستقرين في موسكو (قبل الغزو الفرنسي)، ووجد نابليون الوقت الذي يجعله يصدر أمراً مفصّلاً بإعادة تنظيم مسرح الكوميدي فرانسيز في باريس.
ومضى شهر ولم تصل لنابليون كلمة واحدة من إسكندر. وتذمّر نابليون قائلا: إنني أضرب (أهزم) الروس كل يوم، لكن هذا لم يحدث لي في أي مكان سبتمبر بارد ويأتي بعده أكتوبر وسرعان ما يحلّ الشتاء الروسي. وأخيراً وبعد أن يئس من رد يأتيه من القيصر، أو تحدٍ من كوتوزوف، وبعد أن تحقق من أن كل يوم يمضي يكون موقفه فيه أسوأ - استسلم لقرار أشد مرارة: أن يعود بخفّي حنين (خاوي الوفاض) أو ببعض الأشياء التذكارية القليلة.. لقد قرر العودة إلى سمولنسك، ففيلنا فوارسو (فرسافا)... وأخيراً ليصل إلى باريس. أي نصر هذا؟ أيمكن لمثل هذا النصر أن يُزيل عار الهزيمة؟!

## إعادة بناء المدينة
نقص التمويلات، الحكومية والخاصة، أخر إعادة بناء موسكو خمس سنوات على الأقل. في هذه السنوات، بيعت الكثير من الممتلكات من قبل ملاكها بعد أن أصبحت أطلال، وجميع الضواحي تغيرت حالتها الاجتماعية؛ على سبيل المثال، جميع الممتلكات في شارع مارسيكا إشترتها طبقة التجار.